# Elburz

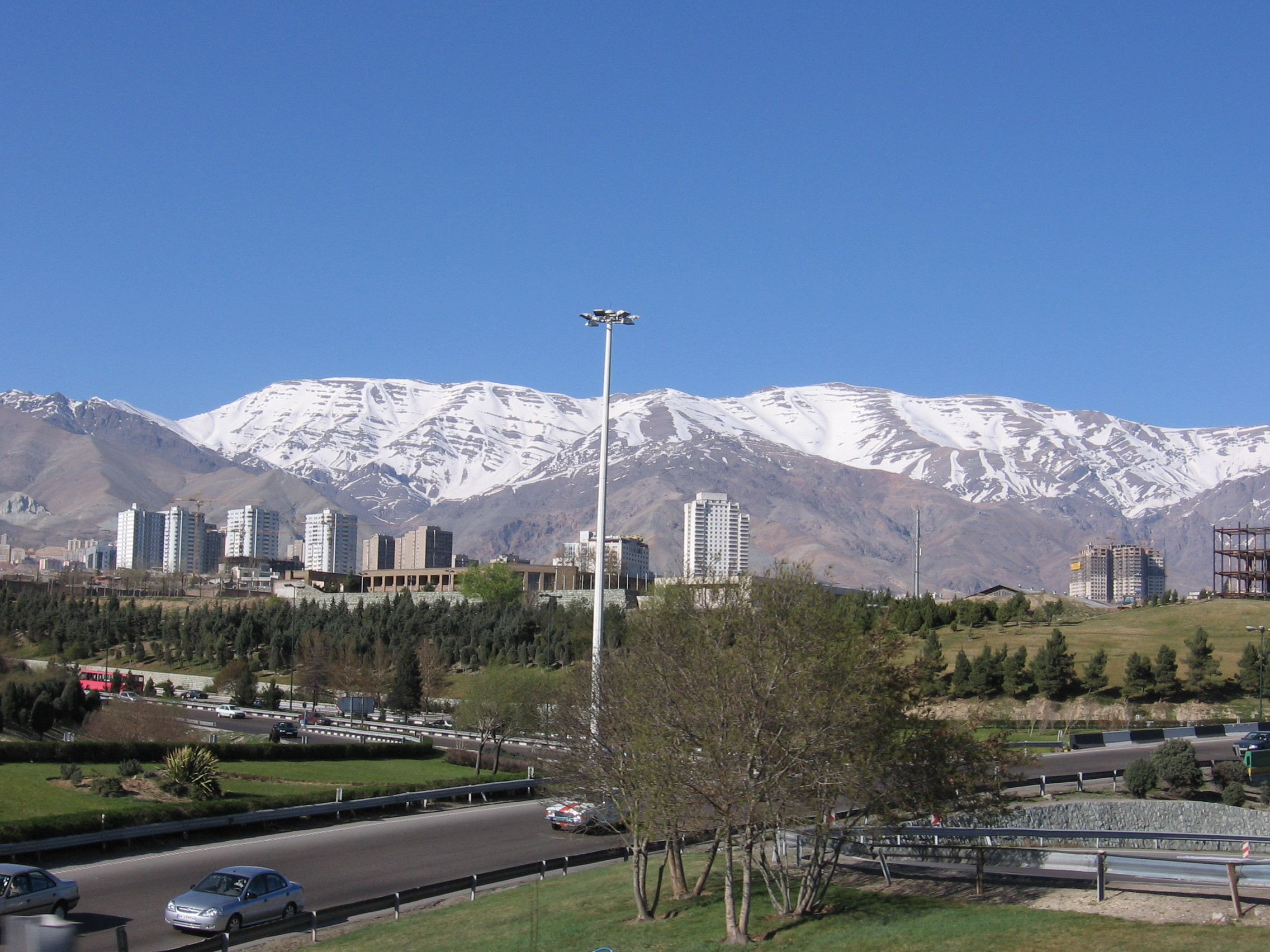
Alborzbergen, sett från Teheran.

Elburz, Alburz eller Alborz (på persiska رشته‌کوه‌های البرز, Reshte-kūhhā-ye Alborz), är en bergskedja i norra Iran mellan Kaspiska havet i norr och iranska högplatån i söder, med Kavir-öknen i sydost.

## Elburz i mytologin
I persisk mytologi förknippas Elburz med berget "Höga Hara" (avestiska: Harā Bərəzaitī; medelpersiska: Harburz)  med dess topp Hukairya. I äldre iransk religion, däribland zoroastrismen är berget föremål för vördnad och dyrkan. Här offrade man till gudarna och många iranska myter utspelar sig i bergskedjan. Man ansåg att Hukairya är världens mitt och att solen och de andra stjärnorna kretsar kring bergstoppen. I Elburz har även den mytiska fågeln Simurgh sitt näste.

## Källreferenser
1. ↑  Boyce, Mary. ”ALBORZ ii. In Myth and Legend”. Encyclopaedia Iranica. https://iranicaonline.org/articles/alborz-myth-legend. Läst 19 januari 2021.